# Berijev A-40
Berijev A-40 Albatros (tudi Be-42, NATO oznaka: Mermaid) je dvomotorni reaktivni amfibijski leteči čoln ruskega podjetja Berijev. Namenjen je protipodmorniškem bojevanju (ASW) in patruliranju morja. A-40 je naslednik amifibijskega letala Berijev Be-12 in kopenskega Iljušin Il-38. Projekt so sicer prekinili po dokončanju enega prototipa in 70% drugega, vendar po zadnjih poročilih najverjetneje ni povsem prekinjen. A-40 je eno izmed redkih vodnih letal z reaktivnim pogonom.
Med letoma 1989 in 1998 je A-40 postavil okrog 140 svetovnih rekordov.
.

## Tehnične specifikacije (A-40)
Podatki iz Beriev's Jet Flying Boats
Splošne karakteristike
- Posadka: 8
- Dolžina: 43,84 m (143 ft 10in)
- Razpon kril: 41,62 m (136 ft 6 in)
- Višina: 11 m (36 ft 1 in)
- Površina kril: 200 sq m (2153 sq ft)
- Maks. vzletna teža: 86000 kg (189630 lb)
- Pogon letala: 2 × Solovjev D-30KPV turbofans, 117,7 kN (26455 lbf) vsak
- Dodatni potisniki pri vzletu: 2x Kolesov RD36-35 turboreaktivni motor, 23 kN (5180 lbf) vsak

 Zmogljivost 
- Maks. hitrost: 800 km/h (497 mph)
- Doseg: 4100 km (2212 nmi, 2547 mi) z maks. tovorom
- Višina leta: 9700 m (31825 ft)
- Hitrost vzpenjanja: 30 m/s (5900 ft/min)

- Vzletna razdalja (kopno): 1000 m (3280 ft)
- Vzletna razdalja (voda): 2000 m (6560 ft)
- Pristajalna razdalja (kopno): 700 m (2300 ft)
- Pristajalna razdalja (vodar): 900 m (2950 ft)
- Največja višina valov: 2 m (6,5 ft)

Oborožitev

Orožje:
- (A-40P ASW z notranjimi nosilci orožje)
  - Sonarne boje, globinske bombe, morske mine
  - 3 Orlan  torpedo ali
  - 6 Korshun  vodene rakete

- (A-40P ASW Aircraft, underwing pylons)
  - Kh-35 protiladijska raketa